# Festival Paris Cinéma
Le Festival Paris Cinéma est une manifestation cinématographique qui s'est tenue à Paris de 2003 à 2014. Soutenu par la mairie de Paris et présidé par le réalisateur Costa-Gavras puis l'actrice Charlotte Rampling, le festival a affirmé un peu plus chaque année sa stature internationale  au travers de sa compétition mais aussi de sa plateforme de coproduction Paris Project qui permettait à certains projets étrangers de trouver un producteur français. Il a dû cesser ses activités en 2014, faute notamment de reconduction de la subvention municipale.

## Éditions

### 1reédition (2003)
Pour sa première édition, Paris Cinéma s'est déroulé du 2 au 15 juillet 2003.
Soirée d'ouverture, le 1er juillet 2003, au cinéma Le Rex : Le Coût de la vie de Philippe Le Guay et Le Lion volatil d'Agnès Varda (cm).

### 2eédition (2004)
La deuxième édition de Paris Cinéma s'est déroulée du 28 juin au 13 juillet 2004.

#### Palmarès
- Grand prix du public : Quand la mer monte
- Prix Arte / Paris Cinéma : In Your Hands
- Prix de la presse : South of the Clouds
- Prix de l'avenir : Días de Santiago

#### Hommages
- Karin Viard
- Chung Chang-wha
- La BBC
- Laurent Cantet
- Walter Salles
- Carte blanche à Martin Winckler
- Jean-Paul Belmondo, le Magnifique
- Oliver Stone ,l'ami américain
- Fernando Solanas, cinéaste engagé

#### Rétrospectives et intégrales
- Intégrale Claude Sautet
- Hommage à la Shaw Brothers, les studios cultes de Hong-Kong

#### Programmes thématiques
- « Paris-Londres aller-retour » (parrainé par Charlotte Rampling)
- « Rock et Cinéma »
- « La Comédie musicale : Un tour du monde »
- « Ils ont aussi fait du documentaire… » (Agnès Varda, Jean-Jacques Beineix, Al Pacino, Krzysztof Kieslowski…)
- « French Classics with English subtitles »  : Les Incontournables du cinéma français
- « Paris vu par... la Cinémathèque »

### 3eédition(2005)
La troisième édition de Paris Cinéma s'est déroulée du 28 juin au 12 juillet 2005.

#### Palmarès
- Grand prix du public : Watermarks de Yaron Zilberman
- Prix de la presse : How the Garcia Girls spent their Summer de Georgina Garcia Riedel
- Prix de l'avenir : Ronde de Nuit d'Edgardo Cozarinsky

#### Hommages
- Jeanne Moreau
- Jackie Chan
- Michael Cimino
- Moustapha Alassane
- Tim Burton
- Javier Bardem
- Helma Sanders-Brahms
- Arnaud et Jean-Marie Larrieu
- Stanley Kwan
- Lorenzo Recio

#### Rétrospectives
- « Le Meilleur du cinéma documentaire brésilien »
- « Reggae et Cinéma »
- « L'Afrique animée »
- « Unforgettable French Films »
- « Cinéma expérimental : nouvelles écritures... »

### 4eédition(2006)
La quatrième édition de Paris Cinéma s'est déroulée du 27 juin au 11 juillet 2006.

#### Palmarès
- Grand prix du public : Bamako du réalisateur Abderrahmane Sissako
- Prix de la presse : Old Joy de Kelly Reichardt
- Prix de l'avenir : C'est l'hiver de Rafi Pitts

#### Hommages
- Cyd Charisse
- Claude Chabrol
- Rossy de Palma

#### Rétrospectives
- « Nouveaux cinémas coréens »
- « Robert Wise Story »
- « Inferno, les cercles de l'enfer italien »
- « Électro et Cinéma »
- « Les Incontournables du cinéma français sous-titrés en anglais »

#### Coups de projecteur et cartes blanches
- Peter Fonda
- Marilyne Canto
- Nikolaus Geyrhalter
- « L'Embellie allemande »

### 5eédition(2007)
La cinquième édition de Paris Cinéma s'est déroulée du 3 au 14 juillet 2007.

#### Palmarès
- Grand prix Pari du jury : This Is England de Shane Meadows
- Grand prix Pari du public : Les Chats de Mirikitani (The Cats of Mirikitani) de Linda Hattendorf
- prix Pari de l'avenir : Armin d'Ognjen Sviličić

#### Honneur au Liban
- Hommage à Joana Hadjithomas et Khalil Joreige
- Hommage à Danielle Arbid
- Coup de projecteur : Waël Noureddine

#### Invités d'honneur
- Sandrine Bonnaire
- Christopher Doyle
- Francesco Rosi
- Robin Wright Penn
- Yasmin Ahmad
- Naomi Kawase

### 6eédition(2008)
La sixième édition de Paris Cinéma s'est déroulée du 1er au 12 juillet 2008.

#### Palmarès
- Grand prix Pari du jury : Young@Heart de Stephen Walker
- Grand prix Pari du public : Young@Heart de Stephen Walker
- prix Pari de l'avenir : Tribu de Jim Libiran

Le jury était composé de Michel Jonasz (président), Nora Arnezeder, Marilou Berry, Fabrice Gaignault, Stanislas Merhar et Aurélien Wiik.

#### Hommage au cinéma philippin
- Intégrale Brillante Mendoza
- Sélection de films par la fondation Cinemalayà
- Coup de projecteur sur Joey Gosiengfiao
- Panorama de films philippins

#### Invités d'honneur
- Nathalie Baye
- David Cronenberg
- Aki Kaurismäki
- Jean-Claude Carrière
- Joseph Kuo
- Ronit Elkabetz

### 7eédition(2009)
La septième édition de Paris Cinéma s'est déroulée du 2 au 14 juillet 2009.

#### Palmarès
Longs métrages
- prix du jury : L'Autre Rive de George Ovashvili (prix doté par Métrobus)
- prix du public : La Nana de Sebastián Silva
- prix de l'avenir : Vegas d'Amir Naderi
- Film de l'avenir : Dehors de Charlotte Buisson-Tissot
- prix OFQJ de la meilleure critique d'étudiants : Morgan Rosemberg

Courts métrages
- prix du public : Diplomacy de Jon Goldman
- prix Ciné-Cinéma : Vostok de Jan Andersen
- prix de l'Émotion - Kookaï Films : L'Autre Monde de Romain Delange

#### Hommage au cinéma turc
- Panorama longs métrages
- Panorama courts métrages
- Hommage à Nuri Bilge Ceylan
- Coup de projecteur sur Reha Erdem
- Coup de projecteur sur Yesim Ustaoglu
- Regards croisés Allemagne-Turquie
- Super-héros turcs
- Film restauré

#### Invités d'honneur
- Claudia Cardinale
- Jean-Pierre Léaud
- Tsai Ming-liang
- Luis Miñarro et les Productions [Eddie Saeta]
- Naomi Kawase

#### Événements
- « La Nuit du cinéma »
- « La Brocante cinéma »
- Exposition : « Les Invités du festival vus par Jérôme Bonnet »
- « L'Adami fait son cinéma »
- Ciné-concerts Mizoguchi
- « Retour de flamme »
- « Paris Cinéma fait sa fête au Cent Quatre » : ciné-concert de Francis et ses peintres et fête de clôture avec Helena Noguerra

### 8eédition(2010)
La huitième édition de Paris Cinéma s'est déroulée du 3 au 13 juillet 2010.
- Prix du jury : La Rivière Tumen de Zhang Lu
- Prix du public : Cleveland contre Wall Street de Jean-Stéphane Bron
- Prix des blogueurs et du Web : Le braqueur de Benjamin Heisenberg
- Prix des étudiants : La Rivière Tumen de Zhang Lu

### 9eédition(2011)
La neuvième édition de Paris Cinéma s'est déroulée du 2 au 13 juillet 2011.

#### Palmarès
- prix du jury : La guerre est déclarée de Valérie Donzelli
- Mention spéciale du jury : Sur la planche de Leïla Kilani
- prix du public : La guerre est déclarée de Valérie Donzelli
- prix  des blogueurs et du Web :  La guerre est déclarée de Valérie Donzelli
- prix des étudiants : The Prize de Paula Markovitch

### 10eédition(2012)
La dixième édition de Paris Cinéma s'est déroulée du 29 juin au 10 juillet 2012.

#### Les ressorties de l'été
- Andrzej Żuławski (L'important c'est d'aimer)

#### 10 ans de découvertes
- Yolande Moreau pour Quand la mer monte...[3]

### 11eédition(2013)
La onzième édition de Paris Cinéma s'est déroulée du 28 juin au 9 juillet 2013.